# Montrose, Virginia
Montrose är en ort i Henrico County i delstaten Virginia, USA.